# Метшк, Юро
Ю́ро Метшк (в.-луж. Juro Mětšk, 1 мая 1954 года, Будишин, Лужица, ГДР — 20 января 2022 года, Хернхут, Германия) — лужицкий композитор. Лауреат национальной серболужицкой премии имени Якуба Чишинского (2017).

## Биография
Родился 1 мая 1954 года в семье серболужицкого писателя Фридо Метшка. В 1976 году окончил Высшую школу музыки имени Эйслера в Берлине. С 1976 по 1980 год — преподаватель музыкальной школы. С 1980 по 1983 год обучался в классе композитора Райнера Бредемайера берлинской Академии искусств. С 1983 по 1986 год — драматург Немецко-серболужицкого народного театра в Баутцене. С 1986 года — внештатный композитор этого же театра.
В 1989 году его сочинение «Syndrom» получило приз во время конкурса «Форум молодых композиторов» (Forum junger Komponisten), который проводила телерадиокомпания «Westdeutscher Rundfunk».
В 2017 году удостоен главного приза национальной серболужицкой премии имени Якуба Чишинского «за его выдающееся музыкальное сочинение и исследовательскую деятельность в области серболужицкой музыки».
Умер 20 января 2022 года.
Сочинения
- «accents antiques» für Streichquartett, 1975
- «musica da camera», 1978/79
- «Psychogramme» für Orchester
- «SESTETTO»
- «Canti per Violoncello e Piano»
- «trio…torso…alla…rondo…alla…torso…»
- «mit groteskem riesenbogen … trüb ein pizzicato» für Viola sola, 1984
- «KONTRAKTION» Kontra-aktionen für kammerensemble, 1988
- «syndrom» für Kammerensemble
- «Retour pour grande orchestre»